# 西班牙世界遗产列表

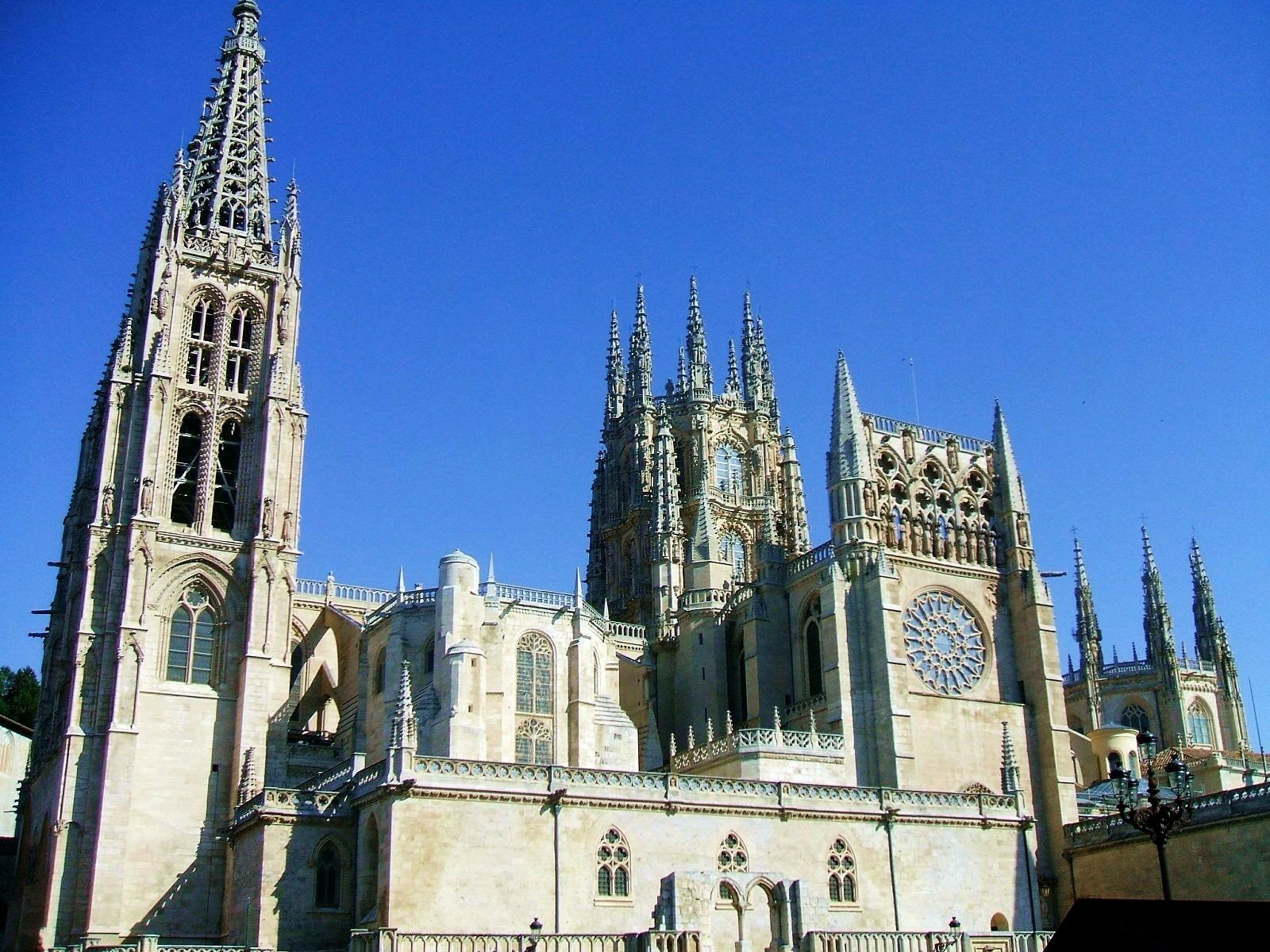
布尔戈斯主教座堂南侧

本列表罗列了经联合国教科文组织（UNESCO）审核通过的西班牙世界遗产。1972年，联合国教科文组织决定将价值较高的文化遗产和自然遗产选为世界遗产并写入《世界遗产名录》。1982年5月4日，西班牙表示愿意接受《保护世界文化和自然遗产公约》，其历史遗迹获得了列入《世界遗产名录》、成为世界遗产的资格。随着时间的推移，越来越多的西班牙历史遗迹成为世界遗产。这些世界遗产可分为自然遗产、文化遗产和复合遗产。
1984年，西班牙的首批世界遗产在阿根廷布宜诺斯艾利斯主办的第8届世界遗产委员会会议上诞生，西班牙的科尔多瓦主教座堂、阿尔罕布拉宫、赫内拉利费宫、布尔戈斯大教堂、埃斯科里亚尔修道院、桂尔公园、桂尔宫和米拉公寓8个建筑被选为世界遗产。1985年，5个西班牙历史遗迹被选为世界遗产。次年（1986年）又有4个西班牙历史遗迹入选。截至2023年，西班牙共有44个文化遗产、4个自然遗产和2个复合遗产，合计50个，仅次于意大利（59个）、中国（57个）和法国（52个），位居世界第四。其中比利牛斯山脉-佩尔迪多山是西班牙和法国的共有遗产，科阿谷和谢加贝尔德的史前岩石艺术地点群是西班牙与葡萄牙的共有遗产，阿尔马登和伊德里亚的汞矿遗产是西班牙与斯洛文尼亚的共有遗产，古山毛榉森林是西班牙与德国、斯洛伐克、乌克兰、阿尔巴尼亚、奥地利、比利时、保加利亚、克罗地亚、意大利、罗马尼亚和斯洛文尼亚的共有遗产。在西班牙的17个自治区中，卡斯蒂利亚-莱昂自治区共有9个世界遗产，位居全国第一。
2002年4月18日，西班牙同联合国教科文组织组建了一个名为西班牙信托基金的基金会，西班牙大使兼联合国教科文组织常驻代表弗朗西斯科·比利亚尔和联合国教科文组织总干事松浦晃一郎签署协定成立西班牙信托基金。西班牙信托基金每年将会提供600000欧元帮助其他会员国进行如遗产提名、评估暂定遗产一类的工作，尤其是拉丁美洲的会员国。2008年，西班牙担任世界遗产委员会主席。2009年6月22日，西班牙在安達魯西亞的塞维利亚主办了第33次世界遗产委员会会议，会议于6月30日结束，为期共9天。西班牙的在任时间为2年（2008年至2009年）。

## 已定名单
下方列出了西班牙的世界遗产列表及相关说明：
名称：经世界遗产委员会定义的名称。
地理位置：世界遗产的地理位置。
所属自治区：遗产所在的自治区。
建造时间：建筑建造的时间。
遗产编码：世界遗产所对的编码。
入选年份（部分遗产含有扩展年份）：世界遗产的入选年份或扩展年份。
评定标准：世界遗产的评定标准。具体标准如下表所示：
| 文化遗产 | 文化遗产 | 文化遗产 | 文化遗产 | 文化遗产 | 文化遗产 | 自然遗产 | 自然遗产 | 自然遗产 | 自然遗产 |
| -------- | -------- | -------- | -------- | -------- | -------- | -------- | -------- | -------- | -------- |
| i        | ii       | iii      | iv       | v        | vi       | viii     | ix       | vii      | x        | 简介：该世界遗产的简介。
| 名称                                                 | 图片                                              | 地理位置                    | 所属自治区                                                                     | 建造时间       | 遗产编码 | 入选年份                   | 评定标准              | 简介 | 参考链接             |
| ---------------------------------------------------- | ------------------------------------------------- | --------------------------- | ------------------------------------------------------------------------------ | -------------- | -------- | -------------------------- | --------------------- | --- | -------------------- |
| 阿尔塔米拉洞及西班牙北部旧石器时代洞窟艺术           | 阿尔塔米拉洞                                      | —                           | 阿斯图里亚斯、坎塔布里亚、巴斯克自治區                                         | 旧石器时代晚期 | 310      | 1985年，2008年（扩展年份） | i，iii                | 阿尔塔米拉洞内有大量创作于公元前35000年至11000年间的旧石器时代晚期的洞穴壁画。由于同外部空气长期隔离，洞穴壁画至今保存完好。它于1985年被列入世界遗产。2008年，分布在坎塔布里亚、阿斯图里亚斯和巴斯克自治区的17组洞穴岩画被扩展列入该遗产。 | [ 7 ]                |
| 塞哥维亚古城及其输水道                               | 塞哥维亚输水道                                    | 塞哥维亚                    | 卡斯蒂利亚-莱昂                                                                | 1至16世纪      | 311      | 1985年                     | i，iii，iv            | 塞哥维亚输水道始建于公元50年前后，是伊比利亚半岛最为雄伟、保存最为完好的古罗马遗迹。塞哥维亚城堡始建于11世纪时的中世纪，位于塞哥维亚古城西北部。著名的哥特式教堂塞哥维亚主教座堂则始建于11世纪，并于16世纪完工，主教座堂内的钟楼高达88米，是西班牙最高的钟楼。 | [ 8 ]                |
| 奥维耶多和阿斯图里亚斯王国的古建筑                   | 纳兰科山圣玛利亚教堂                              | 奥维耶多                    | 阿斯图里亚斯                                                                   | 9世纪          | 312      | 1985年，1998年（扩展年份） | i，ii，iv             | 9世纪时，阿斯图里亚斯王国仍是西班牙唯一的基督教区。阿斯图里亚斯王国的国民们创造了一种新型建筑——前罗曼式建筑，主要用于教堂等建筑中。著名的建筑包括纳兰科山圣玛利亚教堂。 | [ 9 ]                |
| 科尔多瓦历史中心区                                   | 科尔多瓦主教座堂                                  | 科尔多瓦                    | 安達魯西亞                                                                     | 7至13世纪      | 313      | 1984年，1994年（扩展年份） | i，ii，iii，iv        | 最初科尔多瓦只有科尔多瓦主教座堂被选为世界遗产，科尔多瓦主教座堂是一座建于7世纪的天主教教堂。8世纪时，教堂被改造为清真寺。13世纪时，費爾南多三世将其再次改为天主教教堂。摩尔人的统治达到高峰时，科尔多瓦拥有超过3000座清真寺和建筑，足以同当时的君士坦丁堡、大马士革和巴格达相媲美。1994年，该遗产扩大到科尔多瓦旧城区的大部分地区。 | [ 10 ] [ 11 ]        |
| 阿兰布拉宫、赫内拉利费宫和阿尔拜辛城                 | 阿兰布拉宫                                        | 格拉纳达                    | 安達魯西亞                                                                     | 14世纪         | 314      | 1984年，1994年（扩展年份） | i，iii，iv            | 这些世界遗产是西班牙为数不多的摩尔式建筑。阿兰布拉宫和赫内拉利费宫由格拉納達王國的统治者建造，阿尔拜辛则是摩尔式平民住宅区，在这些建筑中还可以看到其中融合的传统安达卢西亚建筑风格。 | [ 12 ]               |
| 布尔戈斯主教座堂                                     | 布尔戈斯主教座堂                                  | 布尔戈斯                    | 卡斯蒂利亚-莱昂                                                                | 13至16世纪     | 316      | 1984年                     | ii，iv，vi            | 布尔戈斯主教座堂是一座哥特式教堂，始建于13世纪，完工于16世纪，是埋葬西班牙民族英雄熙德的地点。 | [ 13 ]               |
| 埃斯科里亚尔修道院                                   | 埃斯科里亚尔修道院                                | 圣洛伦索-德埃尔埃斯科里亚尔 | 马德里自治区                                                                   | 16世纪         | 318      | 1984年                     | i，ii，vi             | 埃斯科里亚尔修道院曾经是西班牙皇室的住所，是西班牙的皇室建筑之一，由费利佩二世和胡安·包蒂斯塔·德·托莱多设计。埃斯科里亚尔修道院是“西班牙在基督教世界的核心作用”的一座纪念碑，有“世界第八大奇迹”之称。 | [ 14 ]               |
| 安东尼·高迪的建筑作品                                | 米拉住宅                                          | 巴塞罗那                    | 加泰罗尼亚                                                                     | 19至20世纪     | 320      | 1984年，2005年（扩展年份） | i，ii，iv             | 安东尼·高迪设计的建筑是现代主义建筑的重要组成部分，但他的设计却与其他的现代主义建筑有所不同。1984年，桂尔公园、桂尔宫和米拉住宅入选；2005年，维森斯住宅、圣家堂的诞生立面及地下室、巴特略住宅和桂尔居住区教堂地下室入选。圣家堂是世界上唯一一座尚未完工就被列为世界遗产的建筑物。 | [ 15 ]               |
| 圣地亚哥-德孔波斯特拉古城                            | 圣地亚哥-德孔波斯特拉主教座堂                     | 圣地亚哥-德孔波斯特拉       | 加利西亚                                                                       | 10世纪和11世纪 | 347      | 1985年                     | i，ii，vi             | 圣地亚哥-德孔波斯特拉古城的主教座堂是著名的天主教朝圣胜地，也是圣地牙哥朝圣之路的终点，相传使徒雅各安葬于此。这座古城在公元10世纪时被摩尔人摧毁，于11世纪重建。 | [ 16 ]               |
| 阿维拉古城及城外教堂                                 | 阿维拉古城墙                                      | 阿维拉                      | 卡斯蒂利亚-莱昂                                                                | 11世纪         | 348      | 1985年，2007年（修正）     | iii，iv               | 为抵抗摩尔人的入侵，卡斯蒂利亚人于11世纪时在阿维拉古城周边修建了城墙。古城的防御工事由82个半圆型塔楼和9个城门组成，是西班牙最完整的防事之一。 | [ 17 ]               |
| 阿拉貢的穆德哈爾式建築                               | 特鲁埃尔教堂                                      | 特魯埃爾省和薩拉戈薩省      | 阿拉贡                                                                         | 12至17世纪     | 378      | 1986年，2001年（扩展年份） | iv                    | 1986年，4座位于的特鲁埃尔的穆德哈尔式教堂被选为世界遗产，它们将传统的伊斯兰风和现代欧洲风的特点融合在了一起。2001年，又有6座建筑被追加为世界遗产。 | [ 18 ]               |
| 历史名城托莱多                                       | 托莱多古城区                                      | 托萊多                      | 卡斯蒂利亚-拉曼恰                                                              | 8至16世纪      | 379      | 1986年                     | i，ii，iii，iv        | 托莱多由罗马人建造，曾经是西哥特王国和卡斯蒂利亚王国的首都。它在后倭马亚王朝和收復失地運動期间也同样扮演了重要的角色。托莱多城的与众不同之处在于，它在同一种环境中孕育了不同的文明，三种主要宗教——犹太教、基督教和伊斯兰教在这块土地上共同存在。 | [ 19 ]               |
| 加拉霍奈国家公园                                     | 加拉霍奈国家公园                                  | 戈梅拉岛                    | 加那利群岛                                                                     | N/A            | 380      | 1986年                     | vii，ix               | 加拉霍奈国家公园的70%被照葉林覆盖，公园内的植被和古近纪的植被生长状况颇为类似。但是由于气候变化，这种植被在欧洲南部已近乎灭绝。 | [ 20 ]               |
| 萨拉曼卡古城                                         | 萨拉曼卡教堂                                      | 萨拉曼卡                    | 卡斯蒂利亚-莱昂                                                                | 13至16世纪     | 381      | 1988年                     | i，ii，iv             | 萨拉曼卡是一座极为重要的大学城，城内的萨拉曼卡大学是西班牙最早的大学，也是欧洲已知最早的大学之一。3世纪时，萨拉曼卡被迦太基人征服，后来又被罗马人和摩尔人统治。曼萨拉卡的市中心主要由罗曼式建筑、哥特式建筑、摩尔式建筑、文艺复兴建筑和巴洛克建筑组成。 | [ 21 ] [ 22 ]        |
| 塞维利亚主教座堂、塞维利亚王宫和西印度群岛综合档案馆 | 塞维利亚主教座堂和综合档案馆                      | 塞维利亚                    | 安達魯西亞                                                                     | 13至16世纪     | 383      | 1987年                     | i，ii，iii，iv        | 塞维利亚王宫建于穆瓦希德王朝统治西班牙南部时和收復失地運動期间。塞维利亚主教座堂的历史可追溯至15世纪，是費爾南多三世和克里斯托弗·哥伦布的葬生之地。西印度群岛综合档案馆保存了大量有关西班牙美洲殖民地的宝贵资料。 | [ 23 ]               |
| 卡塞雷斯古城                                         | 卡塞雷斯古城                                      | 卡塞雷斯                    | 埃斯特雷马杜拉                                                                 | 3至15世纪      | 384      | 1986年                     | iii，iv               | 卡塞雷斯古城将古罗马建筑、伊斯兰建筑、北哥特式建筑和文艺复兴建筑的影响融合在了一起。城中现存有大约30座穆斯林时期建造的高塔建筑。 | [ 24 ] [ 25 ]        |
| 伊维萨岛的生物多样性和特有文化                       | 伊维萨岛                                          | 伊维萨岛                    | 巴利阿里群島                                                                   | N/A            | 417      | 1999年                     | ii，iii，iv，ix，x    | 伊维萨岛沿岸是一种支持着当地生态系统多样化的地中海海草——波西多尼亚海草的家园。伊维萨岛上还有大量腓尼基人的遗迹，他们在此建造的高城要塞是文艺复兴式军事建筑的典范，对西班牙防御工事的发展产生了极大的影响。 | [ 26 ] [ 27 ]        |
| 波夫萊特修道院                                       | 波夫萊特修道院                                    | 宾沃迪                      | 加泰罗尼亚                                                                     | 12世纪和13世纪 | 518      | 1991年                     | i，iv                 | 1151年，熙笃会建立了西班牙最大的修道院之一——波夫莱特修道院。波夫莱特修道院与西班牙中世纪时的王侯贵族关系密切，尤其是阿拉贡的君主。波夫萊特修道院是阿方索二世、约翰一世、约翰二世、海梅一世、费尔南多一世和佩德罗四世的葬生之地。 | [ 28 ] [ 29 ]        |
| 乌韦达和拜萨城文艺复兴时期的建筑群                   | 拜萨教堂                                          | 哈恩省                      | 安達魯西亞                                                                     | 16世纪         | 522      | 2003年                     | ii，iv                | 乌韦达和拜萨是两座位于西班牙南部的相邻城镇。16世纪时，随着文艺复兴运动的发展，乌韦达和拜萨被整修成文艺复兴风格的城镇，成为西班牙的首例文艺复兴式城镇。 | [ 30 ]               |
| 梅里达考古群                                         | 梅里达罗马剧场                                    | 梅里達                      | 埃斯特雷马杜拉                                                                 | 1至5世纪       | 664      | 1993年                     | iii，iv               | 公元前25年，罗马人建造了梅里达，梅里达曾经一度是罗马行省琉息太尼亞的省会。考古群内拥有大量的罗马遗迹，如桥梁、渡槽、露天剧场、梅里达罗马剧场、马戏团和法院等。 | [ 31 ]               |
| 王家瓜達露佩聖母修道院                               | 瓜達露佩聖母修道院                                | 瓜达卢佩                    | 埃斯特雷马杜拉                                                                 | 13至16世纪     | 665      | 1993年                     | iv，vi                | 王家瓜達露佩聖母修道院在收復失地運動中扮演了重要的角色，1492年，格拉纳达沦陷，穆斯林退出安达卢西亚，收复失地运动结束。同年，哥伦布发现了美洲大陆。瓜达卢佩圣母也成为了美国传福音的重要标志。 | [ 32 ] [ 33 ]        |
| 聖雅各之路                                           | 圣雅各之路                                        | —                           | 阿拉贡、卡斯蒂利亚-莱昂、加利西亚、納瓦拉和拉里奥哈                            | N/A            | 669      | 1993年                     | ii，iv，vi            | 圣雅各之路是一条从法国和西班牙的边界出发，抵达使徒雅各的葬生之地圣地亚哥-德孔波斯特拉主教座堂的朝圣之路。 | [ 34 ]               |
| 多尼亞納國家公園                                     | 多尼亞納國家公園                                  | 韋爾瓦省和塞維利亞省        | 安達魯西亞                                                                     | N/A            | 685      | 1994年，2005年（扩展年份） | vii，ix，x            | 多尼亞納國家公園位于瓜达尔基维尔河至大西洋间的三角洲地区，拥有各种各样的群落生境，如潟湖、河流湿地、沙丘和马基斯灌丛带等等，是地中海最大的鷺鷥林之一，冬季时公园内的鸭科生物可达50万以上。 | [ 35 ]               |
| 比利牛斯山脉-佩尔迪多山                              | 奥尔德萨和佩尔迪多山国家公园                      | 韋斯卡省                    | 阿拉贡自治区（与法国共有）                                                     | N/A            | 773      | 1997年，1999年（扩展年份） | iii，iv，v，vii，viii | 比利牛斯山脉位于法国和西班牙边界，海拔3352米高的石灰质山珀杜山是比利牛斯山脉的主峰。西班牙境内拥有两个欧洲最大的峡谷，而法国境内拥有3个大型冰斗墙。 | [ 36 ]               |
| 城墙围绕的历史名城昆卡                               | 昆卡                                              | 昆卡                        | 卡斯蒂利亚-拉曼恰                                                              | 12至18世纪     | 781      | 1996年                     | ii，v                 | 8世纪早期，摩尔人建立了昆卡城。12世纪时，基督徒征服了这座城市。昆卡大教堂是西班牙的首个哥特式教堂，昆卡古城的懸空之屋建于悬崖边缘，是昆卡的又一个风景名胜。 | [ 37 ] [ 38 ]        |
| 瓦倫西亞絲綢交易廳                                   | 瓦倫西亞絲綢交易廳                                | 瓦倫西亞                    | 巴倫西亞自治區                                                                 | 15世纪和16世纪 | 782      | 1996年                     | i，iv                 | 巴伦西亚丝绸交易所建于15世纪和16世纪之间，因在这里进行的丝绸贸易而得名。作为哥特式晚期的建筑杰作，宏伟的交易大厅还是15至16世纪地中海地区主要商业城市巴伦西亚权力和财富的象征。 | [ 39 ] [ 40 ]        |
| 拉斯梅德拉斯                                         | 拉斯梅德拉斯                                      | 蓬费拉达                    | 卡斯蒂利亚-莱昂                                                                | 1至3世纪       | 803      | 1997年                     | i，ii，iii，iv        | 拉斯梅德拉斯是位于莱昂省蓬费拉达市近郊的一片人工恶地。这个地区在罗马帝国时代曾是金矿的矿山，堪称古罗马时期最大的露天金矿。古罗马人在这里劳作了两个世纪。他们通过一种早期水力采矿技术在石崖上开凿供水渡槽，然后用水填充洞穴，利用水压破坏厚重的岩壁，从而达到采集金矿的目的。随着罗马帝国的衰弱，这里随之被废弃，留下的独特地貌和采矿基础设施至今保存完好。 | [ 41 ] [ 42 ]        |
| 加泰罗尼亚音乐宫和圣十字圣保罗医院                   | 圣十字圣保罗医院                                  | 巴塞罗那                    | 加泰罗尼亚                                                                     | 20世纪         | 804      | 1997年                     | i，ii，iv             | 加泰罗尼亚音乐宫和圣十字圣保罗医院建于20世纪早期。音乐宫由巨大的钢架结构组成，光线充足，空间开阔。圣保罗医院采用大胆创新的设计和装饰，体现出现代主义风格。 | [ 43 ]               |
| 圣米良尤索和素索修道院                               | 圣米良尤索修道院                                  | 圣米良德拉科戈利亚          | 拉里奥哈                                                                       | 6至16世纪      | 805      | 1997年                     | ii，iv，vi            | 圣米良尤索和素索修道院位于拉里奥哈自治区的圣米良德拉科戈利亚，是当地基督教徒的朝圣地，也是当今世界使用最为广泛的语言之一——西班牙语的发源地。最早的西班牙语文学作品便诞生于此。 | [ 44 ]               |
| 席尔加•维德岩史前岩石艺术遗址                        | 科阿峡谷史前岩石艺术                              | —                           | 卡斯蒂利亚-莱昂（与葡萄牙共有）                                                | 旧石器时代     | 866      | 1998年，2010年（扩展年份） | i，iii                | 1998年，葡萄牙科阿峡谷史前岩石艺术遗址的旧石器时代晚期岩画入选，成为世界遗产。2010年，西班牙席尔加·维德考古区的645幅岩画入选。席尔加·维德岩石艺术考古区是伊比利亚半岛旧石器时代晚期最好的露天岩石艺术区。 | [ 45 ]               |
| 伊比利亚地中海盆地的岩画艺术                         | 鹿绘                                              | —                           | 安達魯西亞、阿拉贡、卡斯蒂利亚-拉曼恰、加泰罗尼亚、穆尔西亚和巴倫西亞自治區    | 史前           | 874      | 1998年                     | iii                   | 伊比利亚地中海盆地中拥有750多个史前時代晚期的岩画艺术范例，这些岩画所表达的信息各不相同，有的由各种几何图形组成，有的描绘了男性狩猎动物时的场景，特点鲜明。 | [ 46 ] [ 47 ]        |
| 塔拉科考古遗址                                       | 塔拉科输水道                                      | 塔拉戈纳                    | 加泰罗尼亚                                                                     | 1至4世纪       | 875      | 2000年                     | ii，iii               | 著名罗马城市塔拉科现称塔拉戈纳，是近西班牙和塔拉科西班牙行省的省会。城市中的露天剧场建于公元2世纪。如今的塔拉科已是一片斷垣殘圮，大片遗迹早已被深埋在現有的建築物之下，但从它们身上依旧可以看到罗马帝国的朝晖。 | [ 48 ] [ 49 ] [ 50 ] |
| 埃纳雷斯堡大学城及历史文化区                         | 阿爾卡拉大學                                      | 埃纳雷斯堡                  | 马德里自治区                                                                   | 16世纪         | 876      | 1998年                     | ii，iv，vi            | 埃纳雷斯堡是世界上第一座被规划为大学城的城市，由西班牙红衣主教西斯内罗斯于16世纪早期建立。埃纳雷斯堡是后来西班牙殖民美洲早期理想城市建设的范本，同时它也为欧洲乃至全世界的大学规划设计提供了样本。此外，埃纳雷斯堡还是西班牙文学家，《堂吉诃德》的作者米格尔·德·塞万提斯的出生地，他为西班牙语和西方文学做出了杰出的贡献。 | [ 51 ] [ 52 ]        |
| 圣克里斯托瓦尔-德拉拉古纳                            | 圣克里斯托瓦尔-德拉拉古纳                         | 圣克里斯托瓦尔-德拉拉古纳   | 加那利群岛                                                                     | 16至18世纪     | 929      | 1999年                     | ii，iv                | 圣克里斯托瓦尔-德拉拉古纳位于非洲西部的加那利群岛，分为本无规划的“高城”和精心规划的“低城”。“低城”是一个依据科学原理布局的理想城市区，城中分布有宽阔的街道，并建有许多精美的教堂、宏伟高大的公共建筑和各式各样的私人住宅，这些建筑的历史都可以追溯到公元16世纪至18世纪。 | [ 53 ] [ 54 ]        |
| 帕梅拉尔                                             | 埃尔切海枣林                                      | 埃爾切                      | 巴倫西亞自治區                                                                 | N/A            | 930      | 2000年                     | ii，v                 | 埃尔切的帕梅拉尔始建于公元10世纪末期。帕拉梅尔是一大片附有高级灌溉系统的海枣林。它如同沙漠中的一个绿洲，在当地贫瘠的土地上创造了农业生产的奇迹。 | [ 55 ]               |
| 卢戈的罗马城墙                                       | 卢戈的罗马城墙                                    | 卢戈                        | 加利西亚                                                                       | 3世纪          | 987      | 2000年                     | iv                    | 卢戈的罗马城墙修建于3世纪末期，主要用于保卫罗马重镇卢戈。城墙至今保存完好，是罗马帝国晚期城堡最好的样例之一。 | [ 56 ]               |
| 博伊谷地的罗马式教堂建筑                             | 陶尔村的圣克莱门特教堂                            | 拉瓦利德沃伊                | 加泰罗尼亚                                                                     | 11至14世纪     | 988      | 2000年                     | ii，iv                | 比利牛斯山边缘的博伊谷地坐落着许多罗曼式教堂，教堂内装饰有罗马式壁画、雕像和祭坛。在谷底的山坡上还有许多历史悠久的放牧场。 | [ 57 ] [ 58 ]        |
| 阿塔普埃尔卡考古遗址                                 | 阿塔普埃尔卡考古遗址发掘现场                      | 阿塔普埃尔卡                | 卡斯蒂利亚-莱昂                                                                | 史前           | 989      | 2000年                     | iii，v                | 阿塔普埃尔卡山内的洞穴拥有已知最早的人亚科化石遗迹，它们来自100万年前的欧洲地层。山洞中的化石为欧洲人类学的研究提供了丰富的资料和信息，对于了解人类远古祖先的生活具有重要价值。 | [ 59 ] [ 60 ]        |
| 阿兰胡埃斯文化景观                                   | 阿兰胡埃斯王宫                                    | 阿兰胡埃斯                  | 马德里自治区                                                                   | 15至19世纪     | 1044     | 2001年                     | ii，iv                | 阿兰胡埃斯是位于首都马德里南部的城镇。阿蘭胡埃斯王宮是西班牙王室的重要宫殿之一。阿兰胡埃斯文化景观体现了许多复杂的关系。如人类活动与自然的关系、蜿蜒的水道与几何形景观设计间的关系、乡村和城市间的关系，以及森林和富丽堂皇的精美建筑间的关系。 | [ 61 ] [ 62 ]        |
| 比斯開橋                                             | 比斯開橋                                          | 波尔图加莱特                | 巴斯克自治區                                                                   | 19世纪         | 1217     | 2006年                     | i，ii                 | 比斯開橋横跨內維翁河，连接巴斯克城市波尔图加莱特和格乔，于1893年完工，是世界上第一座运渡桥。螺纹钢筋轻质技术的巧妙使用，也使比斯开桥被誉为工业革命时代最杰出的钢铁桥梁建筑之一。桥梁下挂有可沿桥移动的车厢渡河，车厢往返于桥两端的渡口以进行运输。这种设计让船只的通行更加方便，不会扰乱毕尔巴鄂港的海上交通。 | [ 63 ] [ 64 ]        |
| 泰德國家公園                                         | 泰德峰                                            | 特内里费岛                  | 加那利群岛                                                                     | N/A            | 1258     | 2007年                     | vii，viii             | 泰德国家公园占地18990公顷，公园内的泰德峰是一座活火山，海拔高达3718米，是西班牙海拔最高的山峰。 | [ 65 ]               |
| 埃库莱斯塔（赫拉克勒斯塔）                           | 埃库莱斯塔                                        | 拉科魯尼亞                  | 加利西亚                                                                       | 1世纪          | 1312     | 2009年                     | iii                   | 为了给来往船只指明拉科鲁尼亚港的方向，罗马人在一块高57（187英尺）的岩石上建立了这座高55（180英尺）的灯塔。它是唯一一座保存完整且仍在运作的罗马灯塔。 | [ 66 ]               |
| 特拉蒙塔納山脈文化景观                               | 特拉蒙塔納山脈                                    | 馬略卡島                    | 巴利阿里群島                                                                   | N/A            | 1371     | 2011年                     | ii，iv，v             | 特拉蒙塔纳山脉位于马略卡岛西北部，长达数千年历史的农业极大地改变了当地的面貌，农业梯田等水利设施形成了独具特色的文化景观。相互连通的水利设施、水磨坊、用干石建成的房屋和农场，这些源自封建时代的建筑都别具一番特色。 | [ 67 ]               |
| 阿尔马登和伊德里亚的汞矿遗产                         | 999 !                                             | 阿尔马登                    | 卡斯蒂利亚-拉曼恰（与斯洛文尼亚共有）                                          | 16世纪和17世纪 | 1313     | 2012年                     | ii，iv                | 阿尔马登是一个古罗马时代的汞矿开采小镇，镇内建有雷塔马尔城堡、各种宗教建筑、纪念碑和传统民居等与采矿相关的历史建筑物。 | [ 68 ] [ 69 ]        |
| 安特克拉支石墓遗址                                   | 安特克拉支石墓遗址                                | 安特克拉                    | 安達盧西亞                                                                     | 史前           | 1501     | 2016年                     | i，iii，iv            | 安特克拉支石墓遗址位于西班牙南部安达卢西亚自治区的核心地带，遗址内共有芒加溶支石墓和维埃拉支石墓和埃尔罗梅拉尔托洛斯支石墓3个支石墓遗址。附近还可以欣赏到埃纳莫拉多斯山和埃尔托卡尔山的岩层。安特克拉支石墓遗址是欧洲原始时代中最值得关注的艺术作品之一，是欧洲石柱艺术的典型范例。 | [ 70 ]               |
| 喀尔巴阡山脉原始山毛榉森林和欧洲其他地区古山毛榉森林 | 卡斯蒂利亚-拉曼恰自治区瓜达拉哈拉省的古山毛榉森林 | —                           | 卡斯蒂利亚-拉曼恰、卡斯蒂利亚-莱昂、纳瓦拉和马德里自治区（与欧洲11个国家共有） | N/A            | 1133     | 2017年                     | ix                    | 古山毛榉林为展示进行中的冰后期陆地生态系统的进化过程提供了范例，并成为了解山毛榉树种在北半球的多种环境下，繁殖扩散情况的一个必不可少的环节。 | [ 71 ]               |
| 哈里发的阿爾扎哈拉古城                               | 阿尔扎哈拉古城阿卜杜拉赫曼三世的接待厅            | 科爾多瓦                    | 安達盧西亞                                                                     | 10世纪         | 1560     | 2018年                     | iii, iv               | 阿尔扎哈拉古城是科尔多瓦哈里发的所在地，建于公元10世纪中叶。经过约80年的繁荣后，该城被1009-1010年的内战摧毁，之后一直被废弃。其遗迹被遗忘了近千年，直到20世纪初被重新发现。这个完整的城市综合体拥有道路、桥梁、水务系统、各类建筑、装饰元素和日用基础设施等。它近乎完好地再现了已消失的安达卢斯西方伊斯兰文明在其鼎盛时期的风貌。 | [ 72 ]               |
| 大加那利岛文化景观：里斯科卡伊多考古遗址和圣山       | 特赫达古代原住民聚会仪式遗址                      | 大加那利岛                  | 加那利群岛                                                                     | N/A            | 1578     | 2019年                     | iii, v                | 里斯科卡伊多洞穴考古遗址及其周围的圣山位于大加那利岛中部山区，在行政区划上属于阿特纳拉和特赫达等市镇。大加那利岛文化起源于第一批来到此岛屿的先民——柏柏尔人。他们长时间与外部世界隔绝，留下了穴居栖息地和天文观测、岩石艺术、部落仪式等遗址。 | [ 73 ]               |
| 普拉多大道和丽池公园，艺术与科学的景观之地           | 丽池公园水晶宫                                    | 马德里                      | 马德里自治区                                                                   | N/A            | 1618     | 2021年                     | ii, iv, vi            | 这个占地200公顷的文化景观位于马德里的城市中心，自西班牙式林荫大道的原型普拉多大道于16世纪落成以来不断发展。大道的特色是大型喷泉（尤其是大地女神喷泉和海神喷泉），以及被知名建筑环绕的城市地标大地女神广场。该遗产地体现了18世纪开明专制主义时期对城市空间和发展的新理念，艺术和科学领域的建筑与工业、医疗保健和研究用途的建筑相得益彰，共同阐释了西班牙帝国鼎盛时期人们对乌托邦社会的渴望。面积120公顷的丽池公园是建于17世纪的布恩·丽池宫的遗迹，是该遗产区最大的组成部分，展示了从19世纪至今的多种园林风格。遗产地还包含错落有致的皇家植物园和多为民居的耶罗尼姆斯街区，那里有丰富多样的19-20世纪建筑，其中也包括文化场所。 | [ 74 ]               |
| 梅诺卡岛塔拉约提克史前遗址                           |                                                   | 梅诺卡岛                    | 巴利亚利群岛                                                                   | N/A            | 1528rev  | 2023年                     | iii, iv               | 该考古遗址位于西地中海的梅诺卡岛上，周围是农牧景观。遗址有着多样化的史前居住区和墓葬地，见证了史前社群在该岛的生活。从青铜时代（公元前1600年）到铁器时代晚期（公元前123年），该遗址的建筑材料、形式和位置都显示了以巨石堆砌为特征的“塞克卢比安”建筑的变迁。这些史前建筑的天文方位朝向和相互间的视觉关联表明，它们可能构成某种带有宇宙学意义的网络。 | [ 75 ]               |

## 各自治区世界遗产总量列表
各自治区世界遗产总量列表如下表所示：
（更新时间：2021年7月）
| 自治区            | 独有遗产 | 共有遗产 | 合计 |
| ----------------- | -------- | -------- | ---- |
| 卡斯蒂利亚-莱昂   | 6        | 3        | 9    |
| 安達魯西亞        | 7        | 1        | 8    |
| 加泰罗尼亚        | 5        | 1        | 6    |
| 加利西亚          | 3        | 1        | 4    |
| 加那利群岛        | 4        | —        | 4    |
| 埃斯特雷马杜拉    | 3        | —        | 3    |
| 马德里自治区      | 4        | 1        | 5    |
| 卡斯蒂利亚-拉曼恰 | 2        | 3        | 5    |
| 巴倫西亞自治區    | 2        | 1        | 3    |
| 阿拉贡自治区      | 1        | 3        | 4    |
| 拉里奥哈          | 1        | 1        | 2    |
| 阿斯图里亚斯      | 1        | 2        | 3    |
| 巴斯克自治區      | 1        | 1        | 2    |
| 巴利阿里群島      | 3        | —        | 3    |
| 坎塔布里亚        | —        | 1        | 1    |
| 穆尔西亚地区      | —        | 1        | 1    |
| 納瓦拉            | —        | 2        | 2    |

## 预备名单
除了已列入《世界遗产名录》的世界遗产，成员国将可能成为世界遗产的历史遗迹列入预备名单。只有在待定名单上的遗迹才可能成为世界遗产。截至2018年2月5日，西班牙的待定名单已有28个遗产。以下是预备名单列表：
| 名称                                            | 图片                             | 地理位置                       | 所属自治区 | 提交日期       | 评定标准              | 概要 | 参考    |
| ----------------------------------------------- | -------------------------------- | ------------------------------ | --- | -------------- | --------------------- | --- | ------- |
| 里贝拉萨克拉                                    | 锡尔河峡谷                       | 卢戈省和奥伦塞省交界           | 加利西亚 | 1996年7月16日  | ii，iii，iv，v        | 里贝拉萨克拉是西班牙加利西亚自治区卢戈省南部和奥伦塞省北部锡尔河和米尼奥河流域地区的总称，这里不仅自然风光优美，还分布有众多的罗曼式修道院。 | [ 77 ]  |
| 卡斯蒂利亚-莱昂北部和坎塔布里亚南部罗曼文化飞地 | 拉佩尔尼亚的圣救主牧师会教堂     | 帕伦西亚省和坎塔布里亚         | 卡斯蒂利亚-莱昂和坎塔布里亚                                                                                                | 1998年6月26日  | ii，iii，iv           | 西班牙帕伦西亚省和坎塔布里亚地区拥有西班牙和欧洲密度最高的罗曼式古迹。 | [ 78 ]  |
| 边境防御工事                                    | 罗德里戈城                       | —                              | 阿拉贡、卡斯蒂利亚-莱昂、加泰罗尼亚、埃斯特雷马杜拉、纳瓦拉                                                                | 1998年6月26日  | ii，iii，iv           | 这些罗曼式边界堡垒防御工事位于西班牙和法兰西、葡萄牙边境地区，建造于16世纪末（17世纪初）至18世纪末期，是防御性建筑的典范。其中著名的防御城市有萨拉曼卡省的罗德里戈城、圣费利塞斯-德洛斯加列戈斯、韦斯卡省的哈卡等。                                                  | [ 79 ]  |
| 白银之路                                        | 在白银之路萨拉曼卡段前行的朝圣者 | —                              | 埃斯特雷马杜拉、卡斯蒂利亚-莱昂                                                                                            | 1998年6月26日  | ii，iii，iv，v        | 白银之路连接梅里达和阿斯托尔加，是罗马帝国道路系统的一部分。古罗马人在这条要道上留下了驿站、桥梁和里程碑等众多历史遗迹。如今它也是一条朝圣之路，是圣雅各之路南部支路的一部分。                                                                                       | [ 80 ]  |
| 地中海盆地的风车                                | 卡塔赫纳谷地的风车               | —                              | 穆尔西亚地区、卡斯蒂利亚-拉曼恰、巴伦西亚自治区                                                                            | 1998年6月26日  | ii，iii，iv，v        | 卡塔赫纳谷地位于穆尔西亚地区卡拉斯科伊山脉和卡塔赫纳之间的地中海盆地。这里的风车历史悠久，在19至20世纪工业革命和技术更新后仍然得以幸存。 | [ 81 ]  |
| 赫羅納省拉埃斯卡拉安普利耶斯古希腊考古遗址群    | 安普利耶斯古希腊考古遗址         | 赫羅納省拉埃斯卡拉安普利耶斯   | 加泰罗尼亚 | 2002年12月20日 | iii，iv               | 安普利耶斯（希腊语意为“市场”）是古希腊人建立的沿海贸易城，其历史可以追溯至公元前6世纪上半叶。在公元前1世纪左右，它被罗马军团占领并改建。从3世纪开始，它便被废弃，直到1908年被重新发现。                                                                              | [ 82 ]  |
| 比利牛斯山的地中海侧面（法国-西班牙）           | 良萨                             | 赫罗纳省上安普尔丹和法国鲁西永 | 加泰罗尼亚和法国 | 2004年11月22日 | ii，iv，v，vii，ix，x | 比利牛斯山脉东部地区是典型的地中海海岸，不仅历史悠久，文化艺术内涵丰富，其生物多样性价值也不可忽视，符合自然与文化复合遗产的多项评定标准。 | [ 83 ]  |
| 梅斯塔家畜小径                                  | 梅斯塔家畜小径塞戈维亚段         | —                              | 卡斯蒂利亚-莱昂 | 2007年4月27日  | v，vi                 | 梅斯塔荣誉会是卡斯蒂利亚国王阿方索十世于1273年建立的全国性游牧畜牧业从业者同業公會。荣誉会带动的牲畜周期性迁徙形成了一个具有独特物质文化价值的道路网络。 | [ 84 ]  |
| 罗马帝国的道路系统                              | 阿尔坎塔拉桥                     | —                              | 巴伦西亚自治区、卡斯蒂利亚-拉曼恰、安達盧西亞、加泰罗尼亚                                                                  | 2007年4月27日  | i，ii，iv，v，vi      | 羅馬道路是古罗马的重要道路基础设施，它遍布罗马帝国的许多行省。在西班牙较著名的有阿爾坎塔拉橋等。 | [ 85 ]  |
| 安卡雷斯-索米耶多                               | 安卡雷斯山脉                     | —                              | 阿斯图里亚斯、卡斯蒂利亚-莱昂、加利西亚                                                                                    | 2007年4月27日  | v，vii，ix，x         | 安卡雷斯山脉位于坎塔布连山脉西端，符合自然遗产评定标准；索米耶多位于该山脉东部和阿斯图里亚斯南部，拥有独一无二的民族志文化遗产。将这两处遗产相互连接的纽带是传统的迁徙型畜牧业系统，这种传统依然延续至今。                                                           | [ 86 ]  |
| 洛阿雷城堡                                      | 洛阿雷城堡                       | 韋斯卡省洛阿雷                 | 阿拉贡 | 2007年4月27日  | iv                    | 洛阿雷城堡是罗曼式建筑，由阿拉贡国王桑乔一世于11世纪末下令建造，用于防御摩尔人的入侵。在收复失地成功后，它被圣奥古斯丁修道会改为修道院。1835年分会解散后，城堡随之被遗弃。                                                                                           | [ 87 ]  |
| 费罗尔城啟蒙時代历史遗产                        | 费罗尔市政厅                     | 拉科鲁尼亚省费罗尔             | 加利西亚 | 2007年4月27日  | i，ii，iii，iv        | 费罗尔原来是小渔村，自16世纪起的扩建规划深受启蒙运动的影响，形成了一批别具风格的建筑，是理想港口城市的典范，也是西班牙海军的主港口和海军基地。然而由于申报文件的一些缺陷，目前该项目已经失去了2019年和2020年入选世界遗产的可能性。                                   | [ 89 ]  |
| 古代矿业历史遗迹                                | 廷托河                           | —                              | 安达卢西亚、阿拉贡、阿斯图里亚斯、巴利阿里群岛、卡斯蒂利亚-拉曼恰、卡斯蒂利亚-莱昂、加泰罗尼亚、穆尔西亚地区和巴斯克自治区 | 2007年4月27日  | i，ii，iv             | 古代矿业历史遗迹分布在西班牙的9个自治区内，是西班牙采矿业在不同历史阶段发展的代表性例证。其中较著名的有安达卢西亚廷托河流域矿业遗址。 | [ 90 ]  |
| 地中海景观：普拉森西亞-蒙弗拉圭-特鲁希略        | 蒙弗拉圭国家公园                 | —                              | 埃斯特雷马杜拉 | 2009年2月3日   | ii，iv，v，x          | 普拉森西亚和特鲁希略是文化遗产类别，两座城市拥有众多文物古迹，其许多建筑深刻地影响了拉美地区的建筑风格；蒙弗拉圭国家公园是自然遗产类别，不仅生态多样性丰富，而且拥有许多特有物种。                                                                                   | [ 91 ]  |
| 哈恩主教座堂                                    | 哈恩主教座堂                     | 哈恩省哈恩                     | 安达卢西亚 | 2012年1月27日  | i，ii，iv             | 哈恩主教座堂是世界遗产“乌韦达和拜萨城文艺复兴时期的建筑群”的扩展，是文艺复兴建筑的典范。 | [ 92 ]  |
| 阿尼亚纳的萨拉多盐池                            | 萨拉多盐池                       | 阿拉瓦省阿尼亚纳               | 巴斯克自治区 | 2012年1月27日  | iii，iv，v            | 萨拉多山谷的盐水来自2亿年前的古海。盐水通过管道连接到盐池，再经过蒸发生成盐。古老的盐业设施和生产技术被较好地保留至今。 | [ 93 ]  |
| 拉里奥哈和里奥哈阿拉韦萨的葡萄酒文化景观        | 布里尼亚斯的葡萄园               | —                              | 拉里奥哈、巴斯克自治区 | 2013年1月29日  | ii，iii，v，vi        | 位于埃布羅河两岸的拉里奥哈和里奥哈阿拉韦萨是受原產地名稱保護的优质葡萄酒产区，拥有悠久的历史，是西班牙葡萄酒产区的代表。 | [ 94 ]  |
| 普欧拉特-蒙特桑特山脉-休拉纳地中海山地农业景观  | 休拉纳                           | 塔拉戈纳省普欧拉特县           | 加泰罗尼亚 | 2014年2月7日   | v，vi                 | 塔拉戈纳省的普欧拉特县位于地中海西岸的加泰罗尼亚前海岸山脉山区地带，复杂的地形特征造就了这一独特的文化景观。 | [ 95 ]  |
| 里波尔修道院门廊                                | 里波尔修道院正门局部             | 赫罗纳省里波尔                 | 加泰罗尼亚 | 2015年1月27日  | ii，iii，vi           | 里波尔修道院是中世纪加泰罗尼亚地区最古老、最重要的罗曼式建筑之一。其位于正立面的正门完工于公元12世纪，高7米，宽11.5米，是一个造型精致的凯旋门。 | [ 96 ]  |
| 莱里达塞乌维拉山丘                              | 莱里达                           | 莱里达                         | 加泰罗尼亚 | 2016年1月29日  | ii，iv，vi            | 莱里达（列伊达）是古代阿拉贡王国的重要城市，城市中心地带的山丘上分布着一些古建筑，其中的主建筑是塞乌维拉教堂（莱里达旧主教座堂）。教堂集罗马式建筑和哥特式建筑于一身。它原是罗马天主教教会所在地，在18世纪被改造成军事堡垒，直到20世纪中期才被作为公共文物加以保护。 | [ 97 ]  |
| 韦尔瓦省拉比达修道院和哥伦布纪念地              | 拉比达修道院                     | 韋爾瓦省                       | 安达卢西亚 | 2016年1月29日  | ii，iii，vi           | 韦尔瓦省是哥伦布首航舰队的出发地，这里分布有拉比达修道院、哥伦布纪念碑、教堂和历史港口等多处哥伦布纪念地。 | [ 98 ]  |
| 巴尔德迪奥斯圣救主教堂                          | 巴尔德迪奥斯圣救主教堂           | 希洪县比利亚维西奥萨           | 阿斯图里亚斯 | 2017年1月27日  | i，ii，iv             | 巴尔德迪奥斯教堂是世界遗产“奥维耶多和阿斯图里亚斯王国的古建筑”的扩展，是9世纪晚期前罗曼式建筑的重要作品之一。 | [ 99 ]  |
| 安达卢西亚橄榄园景观                            | 拜纳的橄榄园纪念雕像             | —                              | 安達盧西亞 | 2017年1月27日  | iii，v，vi            | 西班牙的橄榄树遍布全国各地，但集中分布在安达卢西亚地区。早在罗马帝国时期，西班牙南部地区作为贝提卡行省，为首都罗马供应橄榄油。二十个世纪以来，树木种植和橄榄油提取已经形成了许多习俗、仪式和信仰文化。                                                               | [ 100 ] |
| 伊比利亚的葡萄酒文化                            | 多尼亚布兰卡古城酒窖遗址         | —                              | 巴伦西亚自治区、安达卢西亚、穆尔西亚地区                                                                                   | 2018年2月5日   | ii，iii，iv           | 古伊比利亚人和腓尼基人在葡萄酒文化的相互交流，最终促成了伊比利亚文化的诞生。该文化遗产项目包括3组古迹：1、穆尔西亚马萨龙和圣哈维耶尔的古沉船遗址；2、安达卢西亚加的斯省圣玛丽亚港多尼亚布兰卡古城遗址；3、巴伦西亚雷克纳卡夫列尔河沿岸的古代葡萄酒压榨设施           | [ 101 ] |
| 谢斯群岛-加利西亚大西洋群岛国家公园             | 谢斯群岛                         | 蓬特韦德拉省维哥               | 加利西亚 | 2018年2月5日   | vii，viii，ix，x      | 2013年，维哥市议会启动将谢斯群岛列入世界遗产的程序。2017年，项目扩充至包括谢斯群岛在内的整个大西洋群岛国家公园4组群岛及周围海域。它符合自然遗产全部4项评定标准。 | [ 103 ] |